# Брежезинский, Владимир Дмитриевич
Владимир Дмитриевич Брежезинский (18 июля 1957) — советский футболист, вратарь, белорусский футбольный тренер.

## Биография
В соревнованиях мастеров в течение нескольких лет выступал за «Днепр» (Могилёв), провёл не менее 17 матчей во второй лиге СССР. Также числился в составе команды мастеров «Химик» (Гродно) и играл в первенстве Белорусской ССР среди КФК за «Буревестник» (Минск) и «Торпедо» (Могилёв). В 27-летнем возрасте завершил карьеру в большом футболе из-за травмы спины.
В сезоне 1993/94 сыграл 3 матча в чемпионате Белоруссии по мини-футболу за клуб «Сельмаш-Эллада» (Могилёв) и стал бронзовым призёром турнира.
В качестве тренера работал в клубе «Химволокно» (Гродно), там же тренировал детей. Затем около 10 лет на различных тренерских должностях в могилёвском «Днепре». В июне 2007 года после отставки Владимира Костюкова был назначен исполняющим обязанности главного тренера «Днепра», но вскоре уступил пост многолетнему директору и тренеру клуба Валерию Стрельцову. В следующем сезоне работал начальником команды.

## Личная жизнь
Сын Вадим (род. 1978) тоже стал футболистом, провёл 17 матчей в высшей лиге Белоруссии и много лет играл за клубы низших лиг.